# Списък на древногръцките божества
Списък на древногръцките божества

## Дванадесет върховни божества на Олимп
- Афродита
- Аполон
- Арес
- Артемида
- Атина
- Деметра
- Дионис
- Хефест
- Хера
- Хермес
- Посейдон
- Зевс

## Изначални богове
- Ананка
- Ереб
- Ерос
- Ефир (митология)
- Гея
- Хаос
- Хемера
- Хронос
- Никта
- Понт
- Таласа
- Тартар
- Уран

## Титани
- Астрей
- Атлант
- Епиметей
- Феба
- Хиперион
- Япет
- Койос
- Крий
- Кронос
- Лето
- Менетей
- Метис
- Мнемозина
- Океан
- Палант
- Перс
- Прометей
- Рея
- Тея
- Темида
- Тетида

## Морски божества
- Афайя
- Амфитрита
- Форкис
- Главк
- Кето
- Наяди
- Нерей
- Нереиди
- Океан
- Океаниди
- Посейдон
- Понт
- Протей
- Таласа
- Тавмант
- Тея
- Тритон

## Въздушни богове
- Борей
- Еол
- Евър (Еврос)
- Кайкиас (Kaikias)
- Липс
- Нот
- Скирон
- Зефир

и ==
- Алфей
- Антерос
- Азоп
- Астрея
- Асклепий
- Аластор
- Ата
- Биа
- Деймос
- Дике
- Дисномия
- Енио
- Еос
- Ерида
- Еринии
- Фобос
- Хадес
- Харити
- Хеба
- Хеката
- Хелиос
- Херакъл
- Хестия
- Хигия
- Хипнос
- Идас
- Илития
- Ирида
- Калипсо
- Кери
- Кратос
- Лето
- Мойри
- Мом
- Морфей
- Музи
- Нефела
- Немезида
- Нике
- Ори
- Пан
- Персефона
- Пита
- Селена
- Стикс
- Танатос
- Тюхе
- Зелус

## Галерия
- Зевс
- Хера
- Посейдон
- Арес
- Хермес
- Хефест
- Афродита
- Атина
- Аполон
- Деметра
- Артемида
- Хестия